# Channel Zero
Channel Zero is een Belgische metalband uit Brussel. De band werd opgericht in 1990.
De naam van de groep is afgeleid van een lied van Public Enemy uit 1988, getiteld: "She watch channel zero?!".

## Geschiedenis
De band werd in 1990 in Brussel opgericht door zanger Franky De Smet-Van Damme (Bacteria), gitaristen Xavier Carion (Bacteria) en Patrice Hubloux, bassist Tino de Martino en drummer Phil Baheux. Ze debuteerden met het album "Channel Zero" in eind 1991 op het Duitse Shark Label. Door dit sterke debuut kregen ze een snel groeiende fanclub in Duitsland en de Benelux.
Het tweede album, getiteld "Stigmatized...", volgde midden 1993. Bij dit album kregen ze de hulp van Vinnie Paul (Pantera) die dit album mixte. Channel Zero toerde door Europa in het voorprogramma van onder meer Biohazard, Pro-pain, Life of Agony, Napalm Death, Spudmonsters, M.O.D., Exhorder en Obituary.
Het derde album, "Unsafe", geproduceerd door André Gielen in Luik, en gemixt in de River Sound Studio in New York door Michael Barbierro (Metallica, Guns 'n Roses, Madonna, etc...), was het eerste dat ook in de Verenigde Staten uitgebracht werd en verscheen in 1995 op het Belgische label PIAS (PlayItAgainSam) dat ook de eerste twee platen overnam op PIAS. Op deze cd zongen Billie Milano van S.O.D. en Richard 23 van Front 242 mee. Deze eerste zong mee in het liedje "Bad to the bone". "Unsafe" betekende dan ook hun doorbraak naar een veel ruimer publiek. In totaal verkocht Channel Zero 60.000 exemplaren van deze cd, waarvan 30.000 in België zelf. Ze stonden op de affiche van enkele Europese festivals (waaronder Torhout/Werchter - waar ze de groep Live vervingen - en Pukkelpop), ze speelden in het voorprogramma van Megadeth, Spudmunsters, Biohazard, Mucky Pup, Danzig en KISS en ondernamen een toer als hoofdgroep in Australië.
De vierde cd genaamd "Black Fuel" kwam eind 1996 uit. De titel verwees naar de afhankelijkheid van de mens aan benzine en olie, wat alsmaar duidelijker wordt heden ten dage. De Smet-Van Damme kwam op het idee voor deze titel toen hij eens benzine tankte in plaats van diesel en met zijn auto strandde. Voor deze cd werd ook een videoclip uitgebracht voor het gelijknamige titelnummer. Deze clip werd opgenomen in Monaco op een helikopterluchthaven. De cd zelf werd opgenomen met Attie Bauw in de Wisseloord Studio's in Hilversum.
Gedurende de lente van 1997 trad Channel Zero op in een Europese tournee met Body Count. Dankzij Body Count kon Channel Zero optreden op het Festima-festival in Madrid. Gedurende de zomer van 1997 traden ze opnieuw op tijdens de belangrijkste Europese festivals.
Op het einde van de zomer van 1997 kondigde de groep haar einde aan. Er werd nog een live-cd met de opname van hun optreden op Marktrock Leuven '97 uitgebracht en een afscheidstournee door België ondernomen.
Na de split gingen de leden van Channel Zero hun eigen weg:
- De Smet-Van Damme had, na actief te zijn in enkele zijprojecten (Holy Gang, Faast Orange en Pizza Crushers), zijn eigen groep Skitsoy. Ook leverde hij een vocale bijdrage aan het nummer "Things Of Flesh And Blood" van de gelijknamige debuutplaat van het Belgische Lost Department.
- Carion was actief in Holy Gang en Faast Orange en heeft momenteel zijn eigen bands Master of Waha en Sons Of Jonathas.
- Baheux heeft enkele stukken ingespeeld op de cd van Keaton
- De Martino was actief in Faast Orange, Keaton en Stuck Up.

Op Facebook werd enkele jaren later een groep opgericht voor mensen die een Channel Zero-reünieconcert willen.
Op 22 januari 2010 werd een reünieconcert gepland in de AB te Brussel. Dit was zo snel uitverkocht dat er twee extra concerten werden ingelast (23 en 24 januari), die eveneens bijna onmiddellijk uitverkocht raakten. Door de snelle uitverkoop van de drie concerten besloten de mannen van Channel Zero om nog eens drie extra concerten te geven op 28, 29 en 31 januari 2010 die ook alle drie op korte tijd uitverkocht waren. 
Door het grote succes van de 6 uitverkochte shows in de AB werd besloten om terug verder leven te blazen in de band. Zo stonden ze op de 15e editie van Graspop in 2010 en voor het eerst in 15 jaar op Rock Werchter. In 2011 speelde de band op Fortarock in Nijmegen.
In 2011 werd een vervolg gegeven aan de succesvolle comeback door het uitbrengen van de cd "Feed 'em with a brick". De gitaarpartijen werden ingespeeld door de Amerikaanse gitarist Mikey Doling, die ook de voorgaande comeback-concerten speelde omdat de originele gitarist Xavier Carion niet meer meedeed wegens gehoorschade.
Op 10 augustus 2013 overleed drummer Phil Baheux. Die dag zou Channel Zero optreden op het Alcatraz Metal Festival in Kortrijk, maar dat werd geannuleerd. Een ingetogen, akoestische set, werd zonder drummer gespeeld op Brussels Summer Festival op 14 augustus. Er werden beelden en geluidsfragmenten van Baheux getoond.
Hierna werd door de overige bandleden toch besloten om voort te doen met Channel Zero, maar zonder vaste drummer. Hierdoor speelde Roy Mayorga (ex-Soulfly, Stone Sour) de drums in op de volgende cd "Kill all kings", die in 2014 uitkwam. Voor de hierop volgende concerten werd de Amerikaan Seven Antonopoulos ingehuurd.
In het najaar van 2015 werd een tour langs de Belgische culturele centra gedaan, waar de songs akoestisch werden gebracht. Een bijhorende akoestische cd werd hiervoor uitgebracht.
Op 23 oktober 2024 kondigde de band via hun sociale media hun afscheid aan.  Op 12 december 2026 zullen ze een punt zetten achter het bestaan van de band met een afscheidsconcert in de AB.

## Bezetting
- Franky De Smet-Van Damme - zanger
- Tino De Martino - basgitarist
- Xavier Carion - ex-gitarist
- Patrice Hubloux † - gitarist
- Phil Baheux † - drummer
- Mikey Doling - gitaar (deze ex-Soulfly gitarist vervangt Xavier Carion, die met gehoorschade kampt, tijdens de reünieconcerten)
- Seven Antonopoulos - drummer (vervangt de betreurde Phil B. achter de drums voor optredens in 2014)
- Christophe Depree - gitarist
- Roy Mayorga - studiodrums op Kill All Kings (2014)

## Discografie

### Albums
| Album met hitnotering(en) in de Vlaamse Ultratop 200 albums | Datum van verschijnen | Datum van binnenkomst | Hoogste positie | Aantal weken | Opmerkingen |
| ----------------------------------------------------------- | --------------------- | --------------------- | --------------- | ------------ | ----------- |
| Channel Zero                                                | 1992                  | -                     |                 |              |             |
| Stigmatized...                                              | 1993                  | -                     |                 |              |             |
| Unsafe                                                      | 1995                  | 22-07-1995            | 11              | 17           |             |
| Black Fuel                                                  | 1996                  | 08-02-1997            | 11              | 13           |             |
| Channel Zero Live                                           | 1997                  | -                     |                 |              | Livealbum   |
| Live at the Ancienne Belgique                               | 30-04-2010            | 08-05-2010            | 15              | 17           | Livealbum   |
| Feed 'em with a brick                                       | 17-06-2011            | 25-06-2011            | 2               | 19           |             |
| Kill All Kings                                              | 04-04-2014            | 12-04-2014            | 4               | 21           |             |
| Unplugged                                                   | 16-10-2015            | -                     |                 |              |             |
| Exit Humanity                                               | 27-10-2017            | 04-11-2017            | 13              | 15           |             |
| The Best Of - 30 Years: 1990-2020                           | 2020                  | 14-11-2020            | 14              | 15           | Compilatie  |

### Singles
| Single met hitnotering(en) in de Vlaamse Ultratop 50 | Datum van verschijnen | Datum van binnenkomst | Hoogste positie | Aantal weken | Opmerkingen |
| ---------------------------------------------------- | --------------------- | --------------------- | --------------- | ------------ | ----------- |
| Black flowers                                        | 11-01-2010            | 30-01-2010            | 18              | 3            |             |
| Hot summer                                           | 23-05-2011            | 25-06-2011            | tip35           | -            |             |
| Electronic Cocaine                                   | 03/03/2014            | 08/03/2014            | Tip: 64         | -            |             |
| Help (Unplugged)                                     | 25/09/2015            | 17/10/2015            | Tip: 68         | -            |             |
| Blood Letters                                        | 22/05/2017            | 10/06/2017            | Tip             | -            |             |
| Wish You Well                                        | 20/10/2017            | 04/11/2017            | Tip             | -            |             |

### De Zwaarste Lijst
| Nummer         | 2009* | 2010* | 2011* | 2012* | 2013 | 2014 | 2015 | 2016 | 2017 | 2018 | 2019 | 2020 | 2021 | 2022 | 2023 | 2024 | 2025 |
| -------------- | ----- | ----- | ----- | ----- | ---- | ---- | ---- | ---- | ---- | ---- | ---- | ---- | ---- | ---- | ---- | ---- | ---- |
| Angel          | -     | -     | -     | -     | -    | 40   | -    | -    | -    | -    | -    | -    | -    | -    | -    | -    | -    |
| Black Fuel     | 22    | 7     | 10    | 2     | 3    | 1    | 1    | 4    | 6    | 5    | 4    | 2    | 9    | 5    | 4    | 5    | 4    |
| Help           | 37    | 18    | 25    | 19    | 8    | 11   | 10   | 25   | 26   | 23   | 19   | 14   | 20   | 24   | 20   | 23   | 19   |
| Suck My Energy | 27    | 23    | 31    | 33    | 14   | 21   | 19   | 45   | 41   | 36   | 39   | 24   | 38   | 41   | 34   | 48   | 46   |

- Tot 2012 had de Zwaarste Lijst 70 plaatsen. Dit werd vanaf 2013 verminderd tot 66. In 2021 en 2022 bevatte de lijst 666 plaatsen.